# آن یوجین
آن یوجین (کره‌ای: 안유진 ; متولد ۱ سپتامبر ۲۰۰۳)، که بیشتر با نام یوجین شناخته می شود، یک خواننده اهل کره جنوبی است. او لیدر گروه دخترانه کره جنوبی آیو است.
وی تحت نظر کمپانی استارشیپ انترتینمنت است. یوجین بعد از کسب رتبه پنجم در برنامه ام‌نت در Produce 48، بعد از دبیو با گروه آیزوان، به شهرت رسید.